# 實際存在的資本主義
實際存在的資本主義（英語：Actually existing capitalism），又稱真實存在的資本主義（Really existing capitalism），是資本主義和新自由主義的批評者所使用的一個具有諷刺意味的術語。

## 簡述
這個術語被用來聲稱 許多聲稱奉行資本主義（以自由放任的自由市場制度為特徵的經濟制度）的經濟體 實際上有顯著的干預主義行徑和私人工業與國家之間的夥伴關係。這是對實際存在的社會主義（英文: Actually existing socialism）一詞的玩弄。
混合經濟一詞也被用來描述具有這些屬性的經濟體。這個術語試圖指出通常定義下的資本主義和實際上被稱為資本主義的意識型態之間的差異，並且聲稱：（1）通常定義下的資本主義不存在，也不會存在；（2）實際存在的資本主義是不可取的。該術語的出現是被用來回應在整個新自由主義興盛時期主導西方經濟學思想的經濟學理論。
批評者指出 使用監管來避免經濟問題，如劇烈的商品波動、金融市場崩潰、壟斷和廣泛的環境破壞的例子，對資本主義的定義並不符合實際存在的資本主義經濟制度。
具體來説, 該術語的使用者主要針對的是奧地利派，原因是 它是強烈鼓吹實現純粹的資本主義的經濟學學派之一。